# Gempol (Jati)
Gempol is een bestuurslaag in het regentschap Blora van de provincie Midden-Java, Indonesië. Gempol telt 2956 inwoners (volkstelling 2010).